# Bali Nyonga
 (septembre 2022).
Si vous disposez d'ouvrages ou d'articles de référence ou si vous connaissez des sites web de qualité traitant du thème abordé ici, merci de compléter l'article en donnant les références utiles à sa vérifiabilité et en les liant à la section « Notes et références ».
Bali Nyonga est une ville du Cameroun, située dans le département du Mezam dans la région du Nord-Ouest.

## Histoire
C'est le foyer du peuple Bali Nyonga issu du groupe Chamba Leko, une entité qui a migré des Chambas vers 1600.

## Langue
Les habitants de Bali Nyonga parlent le mungaka.

## Référence
1. ↑  (en) Jude Thaddeus Dingbobga Fokwang et Kehbuma Langmia, Society and Change in Bali Nyonga: Critical Perspectives, African Books Collective, 2011 (ISBN 978-9956-579-39-6, lire en ligne)